# NGC 2217
NGC 2217 es una galaxia espiral barrada (SB0-a) localizada en la constelación de Canis Maior. Tiene una declinación de -27° 14' 03" y una ascensión recta de 6 horas, 21 minutos y 39,8 segundos.
Fue descubierta el 20 de enero de 1835 por John Herschel.